# Jordan Devlin
JD McDonagh (sinh 15 tháng 3 năm 1990) là một đô vật chuyên nghiệp người Ireland hiện đang ký hợp đồng với WWE, nơi anh biểu diễn trên thương hiệu RAW. Devlin cũng từng làm việc cho các công ty độc lập khác nhau ở châu Âu.